# Franciscaines missionnaires du Christ
Les Franciscaines missionnaires du Christ (en latin : Sororum Franciscalium Missionariarum Christi) sont une congrégation religieuse féminine enseignante et hospitalière de droit pontifical.

## Historique
La congrégation est fondée le 16 avril 1885 à Rimini par Faustine Zavagli, en religion Thérèse de Jésus Crucifié, déclarée servante de Dieu, sous le nom de Sœurs tertiaires franciscaines de Sant'Onofrio pour les enfants pauvres et abandonnés.
L'institut est affilié aux Frères mineurs capucins le 18 octobre 1906, il reçoit le Decretum laudis le 24 janvier 1944, et l'approbation finale du Saint-Siège le 21 novembre 1959. Les sœurs prennent leur nom actuel en 1972. 
La bienheureuse Bruna Pellesi était membre de cette congrégation.

## Activités et diffusion
Les religieuses se consacrent à l'enseignement dans les écoles maternelles et primaires, aux soins des personnes âgées et des malades dans les hôpitaux et cabinets de soins infirmiers.
Elles sont présentes en :
- Europe : Italie.
- Amérique : Brésil.
- Afrique : Éthiopie, Tanzanie.

La maison généralice est à Rimini.
En 2017, la congrégation comptait 171 religieuses dans 23 maisons.